# Побережне (Вінницький район)
Побережне́ (колишня назва — Зарудинці) — село в Україні, у Вороновицькій селищній громаді Вінницького району Вінницької області. Населення становить 718 осіб. До 2020 року орган місцевого самоврядування — Побережненська сільська рада.

## Історія
Під час другого голодомору у 1932–1933 роках, проведеного радянською владою, загинуло 34 особи.
8 січня 2014 у селі невідомі завалили пам'ятник Леніну. Золотавий пам'ятник Леніну стояв біля будівлі сільської ради. На постаменті пам'ятнику вони написали «Кат України» та «Комуняку — на гілляку».

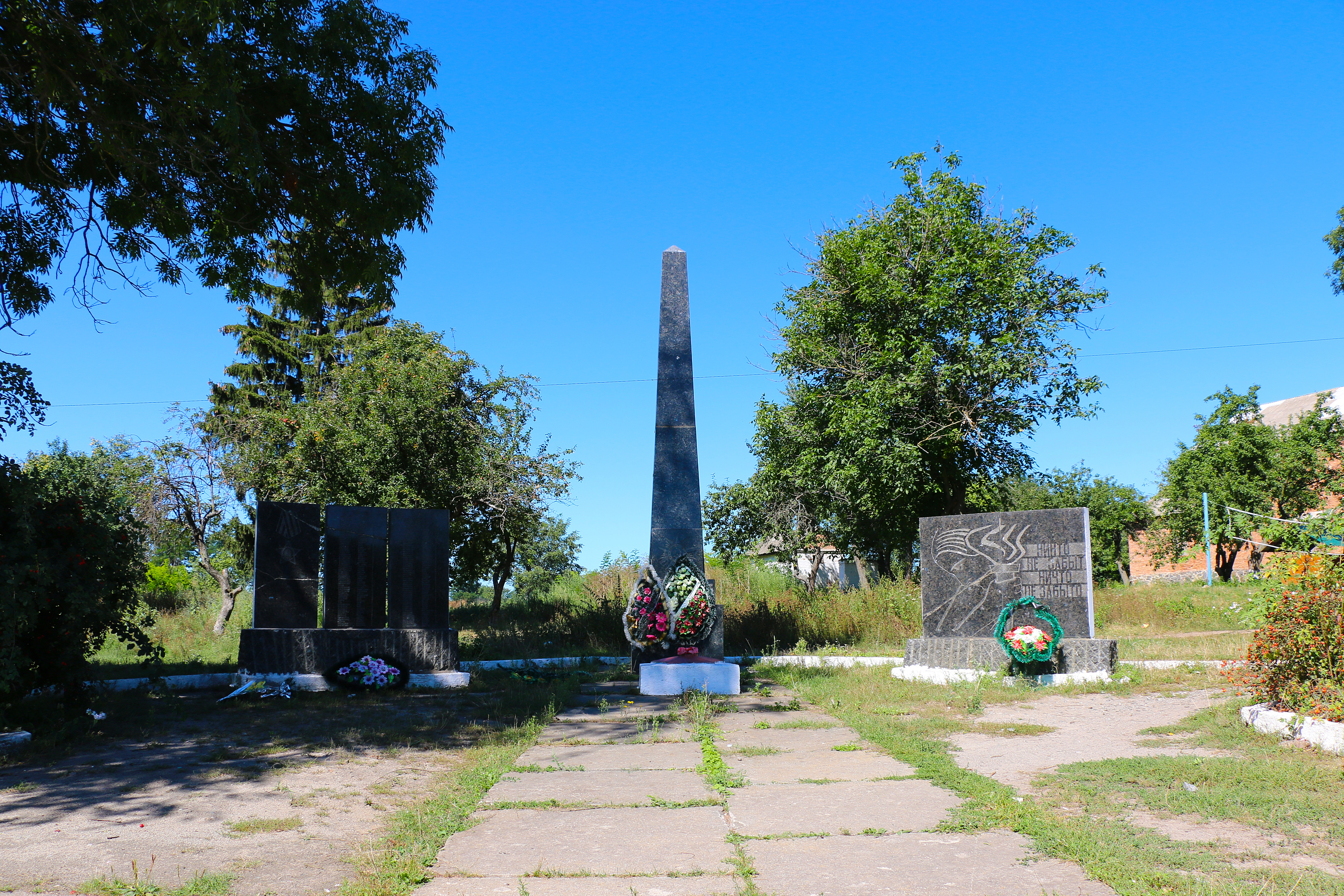
Пам'ятник воїнам-односельчанам